# لاپلند شرقی
لاپلند شرقی زیرمجموعه‌ای از لاپلند فنلاند و یکی از ناحیه‌ها در فنلاند از سال ۲۰۰۹ است.لاپلند شرقی در امتداد مرز روسیه در شمال فنلاند قرار دارد. تا تاریخ ۲۰۱۹ جمعیت آن ۱۵۸۰۸ نفر است که از سال ۲۰۰۰، ۳۱ درصد کاهش داشته‌است. این منطقه روستایی و کم جمعیت است. پس از بسته شدن یک کارخانه الکترونیک و کاهش صنعت خمیر کاغذ، مهاجرت به بیرون و بیکاری در منطقه افزایش یافته‌است.

## شهرداری‌ها
| نشان ملی               | شهرداری             |
| ---------------------- | ------------------- |
| Kemijärven vaakuna     | کمی‌یروی (شهر)       |
| Pelkosenniemen vaakuna | پلکوسنیمی (شهرداری) |
| Posion vaakuna         | پسیو (شهرداری)      |
| Sallan vaakuna         | سالا (شهرداری)      |
| Savukosken vaakuna     | ساووکسکی (شهرداری)  |